# Sankt Johann-Köppling
Sankt Johann-Köppling là một đô thị thuộc huyện Voitsberg thuộc bang Steiermark, nước Áo. Đô thị Sankt Johann-Köppling có diện tích 10,17 km², dân số thời điểm cuối năm 2005 là 16,72 người.